# Chthonius troglodites
Chthonius troglodites är en spindeldjursart som beskrevs av Vladimir V. Redikorzev 1928. Chthonius troglodites ingår i släktet Chthonius och familjen käkklokrypare. Inga underarter finns listade i Catalogue of Life.